# Fastlife 4
Fastlife 4 è il secondo mixtape del rapper italiano Gué Pequeno e del DJ producer italiano DJ Harsh, pubblicato il 9 aprile 2021 da Island Records.

## Descrizione
Il disco rappresenta il quarto legato alla serie Fastlife iniziata circa nel 2006 con Fastlife Mixtape Vol. 1. Tra i quattordici brani in esso presenti vi figura anche Vita veloce freestyle, pubblicato come singolo di lancio nel dicembre 2020. Il mixtape ha visto la partecipazione di rapper come Marracash, Lazza, Salmo, Noyz Narcos, MV Killa, Luchè e Gemitaiz.

## Tracce
1. Disclaimer – 1:33 (Cosimo Fini, Daniele Negri, Filippo Gallo)
2. Lifestyle – 2:09 (Cosimo Fini, Daniele Negri, Filippo Gallo)
3. Alex (feat. Lazza & Salmo) – 3:28 (Cosimo Fini, Daniele Negri, Maurizio Pisciottu, Jacopo Lazzarini, Filippo Gallo)
4. Smith & Wesson Freestyle (feat. Marracash) – 2:10 (Cosimo Fini, Daniele Negri, Fabio Bartolo Rizzo, Filippo Gallo)
5. Champagne 4 the Pain (feat. Gemitaiz & Noyz Narcos) – 3:46 (Cosimo Fini, Daniele Negri, Davide De Luca, Emanuele Frasca, Filippo Gallo)
6. Wagyu (feat. Night Skinny) – 2:34 (Cosimo Fini, Luca Pace)
7. Marco da Tropoja (feat. Vettosi) – 2:17 (Cosimo Fini, Daniele Negri, Francesco Vettosi, Filippo Gallo)
8. CO$¥MON€¥ – 1:48 (Cosimo Fini, Daniele Negri)
9. Italian Hustler (feat. Rasty Kilo) – 2:43 (Fini, Alessio Franco Noc., Riccardo Puggioni, Filippo Gallo)
10. Babyma (feat. MV Killa) – 3:27 (Cosimo Fini, Daniele Negri, Marcello Valerio, Filippo Gallo)
11. Denim Giappo (feat. Luchè) – 2:25 (Cosimo Fini, Daniele Negri, Luca Imprudente, Filippo Gallo)
12. Me & My B – 2:28 (Cosimo Fini, Daniele Negri, Filippo Gallo)
13. Fast Life (feat. North of Loreto) – 2:44 (Cosimo Fini, Daniele Negri, Davide Bassi)
14. Vita veloce freestyle – 1:37 (Cosimo Fini, Daniele Negri, Filippo Gallo)

## Classifiche

### Classifiche settimanali
| Classifica (2021) | Posizione massima |
| ----------------- | ----------------- |
| Italia            | 1                 |
| Svizzera          | 11                |

### Classifiche di fine anno
| Classifica (2021) | Posizione |
| ----------------- | --------- |
| Italia            | 15        |